# Matilde Urrutia
Matilde Urrutia (Chillán, 5 maggio 1912 – Santiago, 5 gennaio 1985) è stata una cantante e scrittrice cilena.

## Biografia

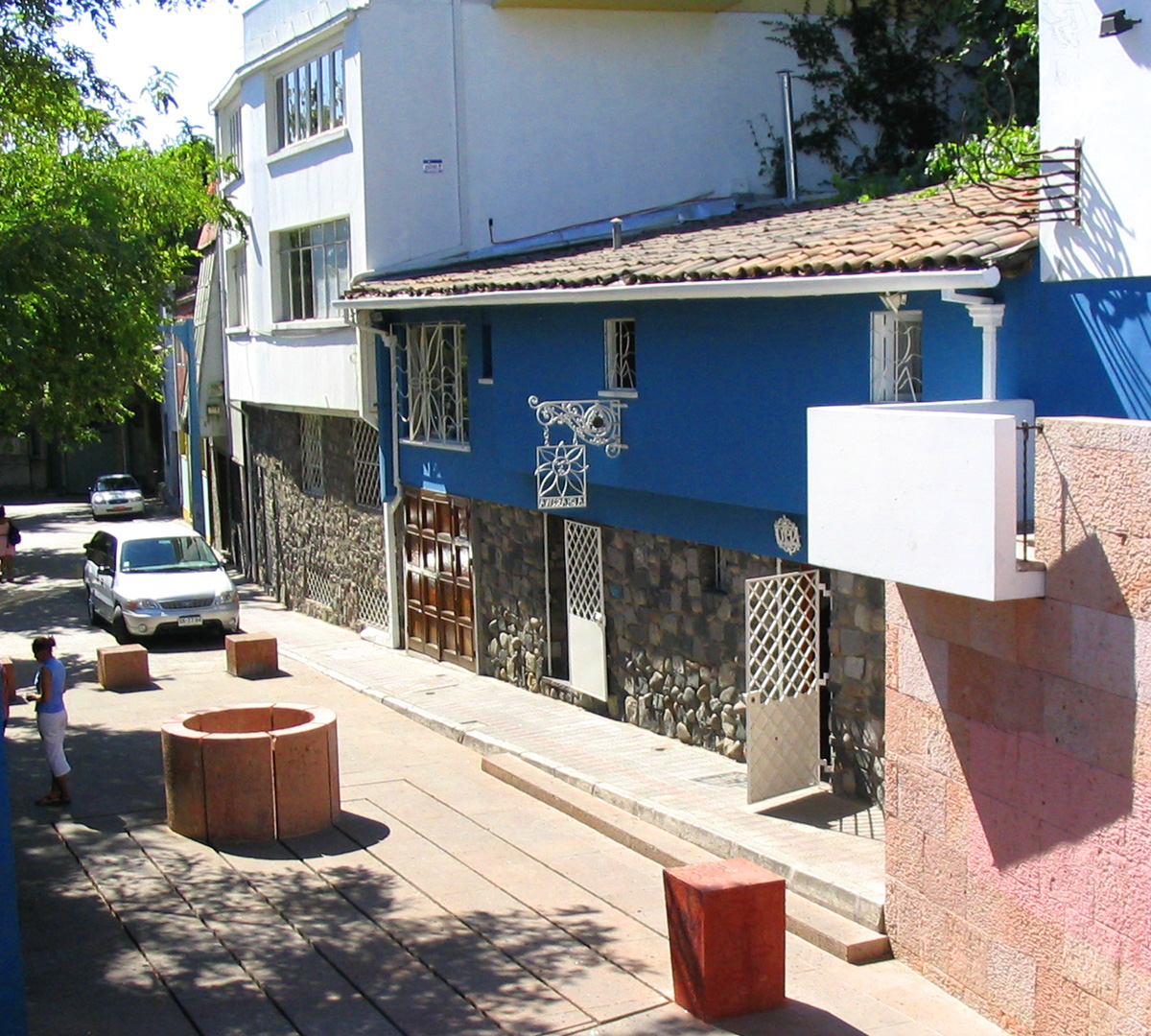
La Chascona, la casa di Pablo Neruda a Santiago del Cile

Fu la terza moglie del poeta cileno Pablo Neruda, dal 1966 fino alla sua morte nel 1973. Si erano incontrati a Santiago nel 1946. Dopo la morte del marito, la Urrutia curò la pubblicazione del suo libro di memorie, Confieso que he vivido (Confesso di aver vissuto). Queste ed altre attività la portarono in conflitto con il governo di Augusto Pinochet che cercava di sopprimere la memoria di Neruda. Il suo libro di memorie Mi vida junto a Pablo Neruda (distribuito in Italia con il titolo La mia vita con Pablo Neruda) è stato pubblicato postumo nel 1986 .

## Libri
- La mia vita con Pablo Neruda, Passigli, 2002. ISBN 978-88-368-0739-0